# Kyjov, Stará Ľubovňa
Kyjov este o comună slovacă, aflată în districtul Stará Ľubovňa din regiunea Prešov. Localitatea se află la altitudinea de 670 m deasupra n.m., se întinde pe o suprafață de 15,65 km2 și în 2017 număra 761 de locuitori.

## Istoric
Localitatea Kyjov este atestată documentar din 1390.

## Demografie
| An:                | 1994 | 2004   | 2014   | 2024   |
| ------------------ | ---- | ------ | ------ | ------ |
| Număr de persoane: | 716  | 767    | 759    | 740    |
| Diferență:         |      | +7,12% | −1,04% | −2,50% |

| An:                | 2023 | 2024   |
| ------------------ | ---- | ------ |
| Număr de persoane: | 733  | 740    |
| Diferență:         |      | +0,95% |